# Giuseppe Maria Blasco Juan
Giuseppe Maria Blasco Juan C.M.F., in spagnolo José María Blasco Juan (Xàtiva, 2 gennaio 1912 – Barbastro, 15 agosto 1936), è stato un religioso spagnolo, martirizzato a Barbastro durante la Guerra civile spagnola e venerato come beato dalla Chiesa cattolica.

## Biografia
Era il primogenito di una famiglia numerosa, fu chierichetto nella chiesa dei claretiani. Un giorno disse al padre "Voglio diventare un padre claretiano!". Il padre, per verificare che non fosse un capriccio momentaneo, lo mandò a Valencia, a lavorare presso uno zio materno. Ma Giuseppe superò la prova e al suo rientro dopo un anno confermò la sua decisione e il padre acconsentì che entrasse nel postulantato di Alagon. Da lì continuò gli studi a Cervera e a Vic, dove il 15 agosto del 1929 emise i voti.
Dopo la cerimonia, nella sala delle visite, suo padre gli disse: "Giuseppe, oggi è il giorno più felice della tua vita, dopo quello durante il quale celebrerai la tua prima Messa!".
Rispose: "Si, ma mancherà il giorno più felice di tutti." "E quale sarebbe?" Chiese il padre. "Quello del mio martirio!" rispose Giuseppe.
Intanto anche il fratello Francesco si era aggregato all'istituto claretiano. Nel'35 gli scrive: "Penso che il tuo ideale sia quello di farsi santo. Sai che da soli non possiamo fare nulla, ma con la Grazia di Dio tutto è possibile. Chiediamo allo Spirito Santo la grazia della nostra santificazione per mezzo di Maria, nostra madre." Era studioso e pronto ad aiutare nelle piccole faccende quotidiane.
Il 5 luglio 1936 scriveva a Francesco: "Con i miei compagni di corso mi sono trasferito, il primo luglio, a Barbastro. Qui sarò ordinato sacerdote".
Il 20 luglio 1936 il seminario venne assaltato e perquisito dalle milizie anarchiche per cercare delle armi. Insieme alla maggior parte dei confratelli Giuseppe venne arrestato e rinchiuso nel salone degli atti accademici della scuola degli Scolopi, che divenne la loro prigione improvvisata.
Durante la carcerazione subì una prova dolorosa: Fu preda di un'oscura paura, non sentendosi in grado di affrontare il martirio quasi certo. "Questa prova" - diceva - "richiede una grazia speciale e una forza che io non ho". I suoi compagni di prigionia lo aiutarono dicendogli "Se dovesse arrivare l'ora del sacrificio non saremo soli!". Nei giorni seguenti egli recuperò la fiducia e affrontò la prova con fortezza.
Firmò la lettera di offerta alla Congregazione con queste parole:
(José María Blasco Juan, Firma sulla lettera di offerta alla Congregazione)

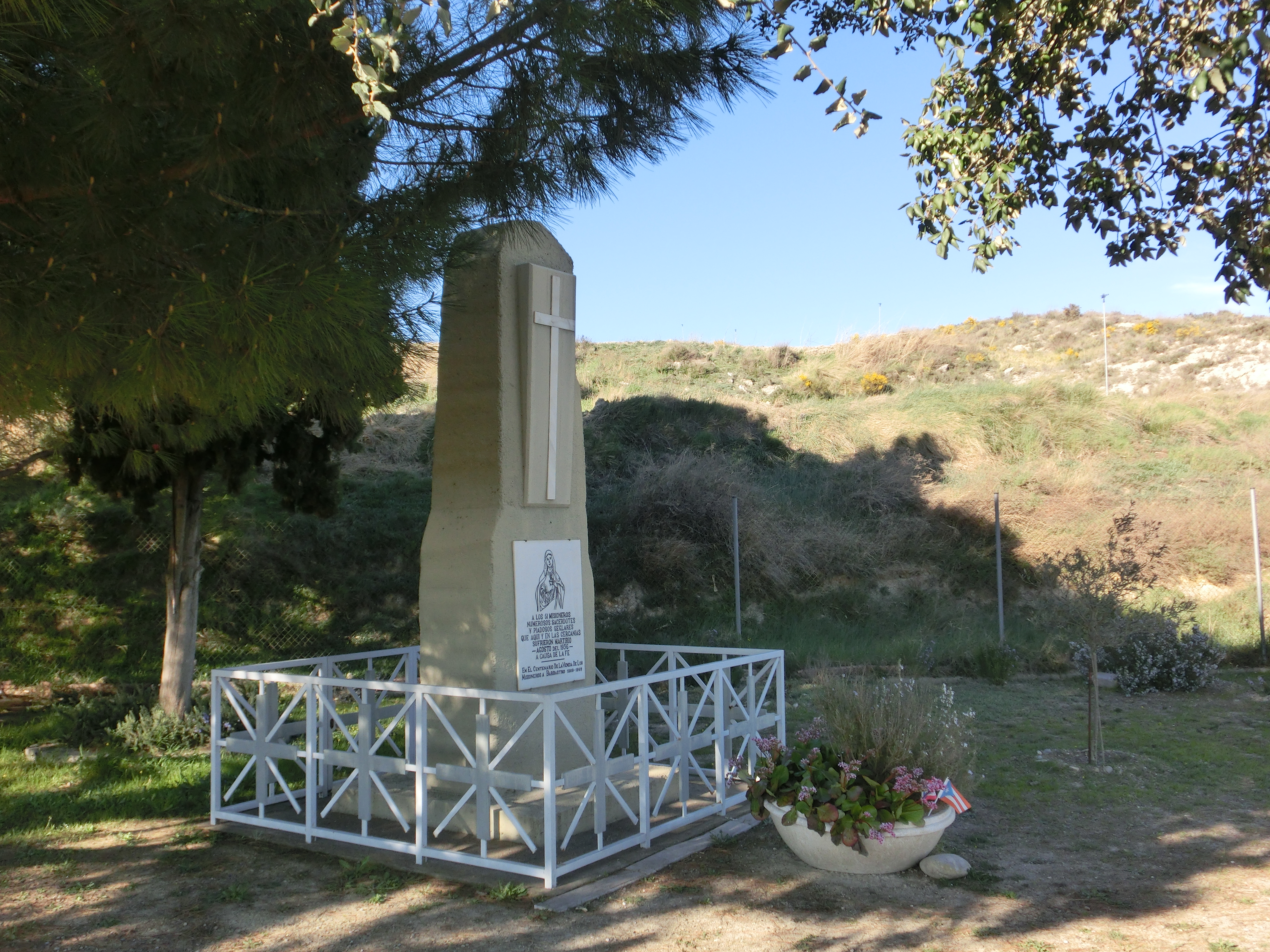
Monumento funebre nel luogo della fucilazione

Insieme a 19 suoi confratelli Giuseppe Maria Blasco Juan è stato fucilato nelle prime ore del 15 agosto sul ciglio di una strada fuori città, fece parte del quarto gruppo di claretiani di Barbastro che subirono il martirio. I loro corpi sono stati gettati in una fossa comune.
Nel 2013 è uscito un film sulla vicenda intitolato Un Dio vietato per la regia di Pablo Moreno.

## Culto

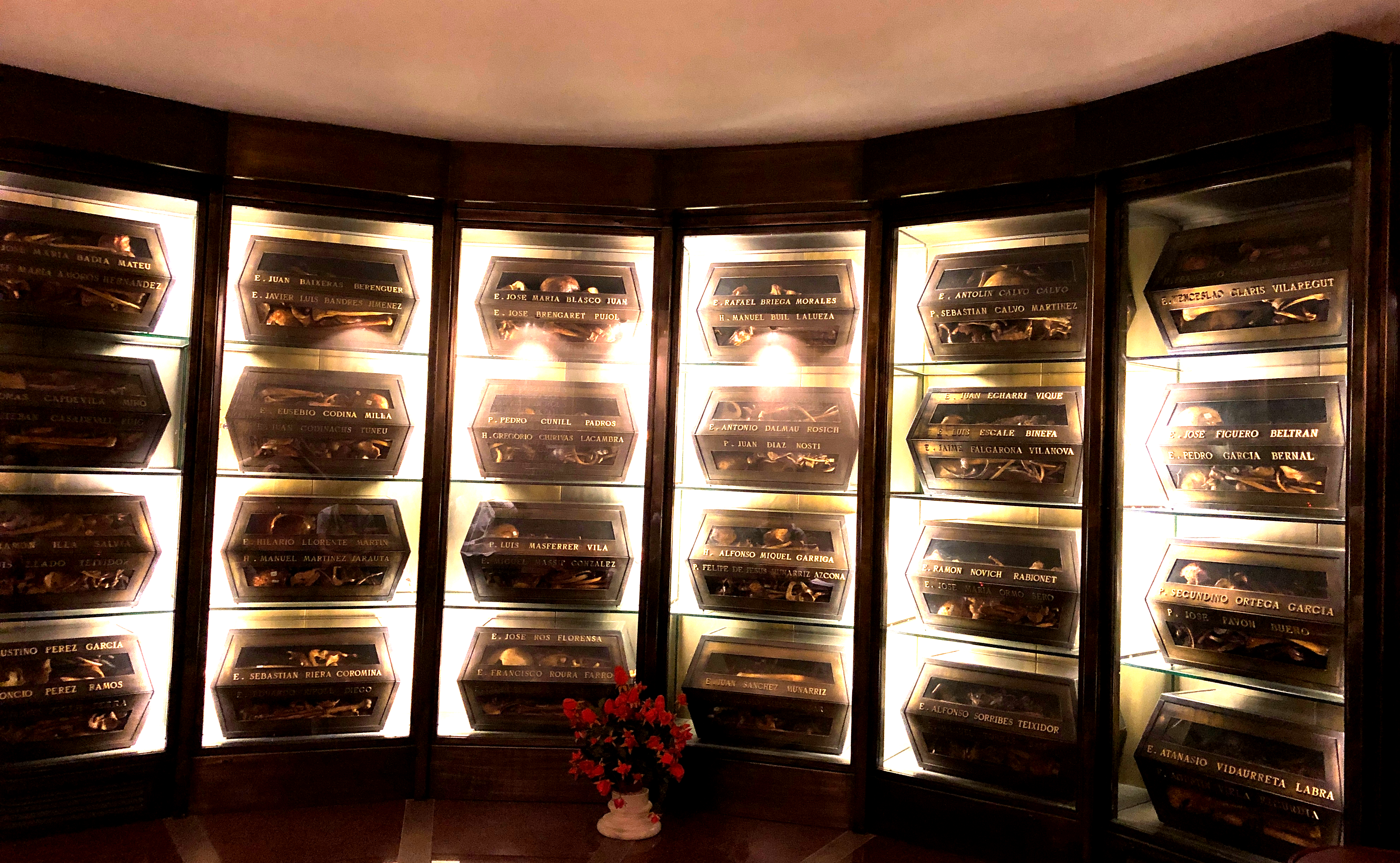
Cripta ubicata sotto all'altare della chiesa annessa al museo dei martiri Claretiani di Barbastro

Dopo la guerra i resti dei martiri furono riesumati dalle fosse comuni e, grazie alle medagliette metalliche cucite dalla lavanderia del seminario sulle loro tonache, è stato possibile risalire ai nomi delle singole persone. I resti sono composti in teche e si possono oggi venerare nella cripta della chiesa annessa al museo.
Il 20 maggio 1947 nella diocesi di Barbastro si aprì il processo informativo circa il martirio che si chiuse il 23 settembre 1949. L’8 febbraio 1961, invece, fu promulgato il Decreto sugli scritti. La dichiarazione di validità del processo, con Decreto del 9 febbraio 1990, portò alla trasmissione della “Positio super martyrio” alla Congregazione delle Cause dei Santi nello stesso anno.
A seguito della riunione della commissione teologica che si tenne il 4 febbraio 1992 e di quella dei cardinali e vescovi della Congregazione si arrivò, il 7 marzo 1992, alla promulgazione del Decreto sul martirio. La beatificazione avvenne a Roma, ad opera di Giovanni Paolo II, il 25 ottobre 1992. 
La Chiesa cattolica lo ricorda il 15 agosto.